# Highland Beach (Florida)
Highland Beach ist eine Stadt im Palm Beach County im US-Bundesstaat Florida.
Das U.S. Census Bureau hat bei der Volkszählung 2020 eine Einwohnerzahl von 4295 ermittelt.

## Geographie
Die Stadt befindet sich auf einer vorgelagerten langgestreckten Insel am Atlantischen Ozean. Sie grenzt direkt im Norden an Delray Beach sowie im Westen und Süden an Boca Raton. Durch das Stadtgebiet führt die Florida State Road A1A. 

## Demographische Daten
Laut der Volkszählung 2010 verteilten sich die damaligen 3539 Einwohner auf 3564 Haushalte, davon die meisten als Zweitwohnsitz genutzte Ferienwohnungen. Die Bevölkerungsdichte lag bei 2722,3 Einw./km². 97,7 % der Bevölkerung bezeichneten sich als Weiße, 0,3 % als Afroamerikaner und 0,7 % als Asian Americans. 0,5 % gaben die Angehörigkeit zu einer anderen Ethnie und 0,7 % zu mehreren Ethnien an. 3,6 % der Bevölkerung bestand aus Hispanics oder Latinos.
Im Jahr 2010 lebten in 5,4 % aller Haushalte Kinder unter 18 Jahren sowie 63,7 % aller Haushalte Personen mit mindestens 65 Jahren. 55,7 % der Haushalte waren Familienhaushalte (bestehend aus verheirateten Paaren mit oder ohne Nachkommen bzw. einem Elternteil mit Nachkomme). Die durchschnittliche Größe eines Haushalts lag bei 1,74 Personen und die durchschnittliche Familiengröße bei 2,20 Personen.
5,4 % der Bevölkerung waren jünger als 20 Jahre, 6,7 % waren 20 bis 39 Jahre alt, 21,8 % waren 40 bis 59 Jahre alt und 66,1 % waren mindestens 60 Jahre alt. Das mittlere Alter betrug 67 Jahre. 47,1 % der Bevölkerung waren männlich und 52,9 % weiblich.
Das durchschnittliche Jahreseinkommen lag bei 90.729 $, dabei lebten 4,9 % der Bevölkerung unter der Armutsgrenze.
Im Jahr 2000 war Englisch die Muttersprache von 90,63 % der Bevölkerung, deutsch sprachen 3,26 % und 6,11 % hatten eine andere Muttersprache.

## Kriminalität
Die Kriminalitätsrate lag im Jahr 2010 mit 77 Punkten (US-Durchschnitt: 266 Punkte) im niedrigen Bereich. Es gab eine Vergewaltigung, zwei Körperverletzungen, sieben Einbrüche, 31 Diebstähle und einen Autodiebstahl.